# 台灣癌症資源網
台灣癌症資源網為國民健康署於2010年委託民間機構建立之網站，為癌症病人整合政府與民間單位的資源，並透過導入客製化媒合與搜尋技術，協助減少民眾抗癌的不便。